# Xanthogramma coreanum
Xanthogramma coreanum är en tvåvingeart som beskrevs av Tokuichi Shiraki 1930. Xanthogramma coreanum ingår i släktet kilblomflugor, och familjen blomflugor. Inga underarter finns listade i Catalogue of Life.